# Vladimir Loukov
Pour les articles homonymes, voir Loukov.
Vladimir Andreïevitch Loukov (en russe : Влади́мир Андре́евич Лу́ков), né le 29 juillet 1948 à Moscou et mort le 5 mars 2014, est un philologue et universitaire russe, lauréat du prix Bounine en 2011. Il est le frère du sociologue Valeri Loukov.

## Biographie
Vladimir Loukov termine la faculté de langue russe et de littérature de l'université pédagogique d'État de Moscou en 1969. Il est docteur ès-lettres en 1985 grâce à sa thèse intitulée La dramaturgie française au tournant du XVIIIe siècle et du XIXe siècle : la genèse des genres. Il enseigne pendant de longues années à l'université pédagogique de Moscou et il est nommé professeur en 1989. De 1990 à 2000, il dirige la chaire de littérature mondiale, assumant également la charge de doyen de la faculté de philologie, de président du conseil de défense des thèses de doctorats universitaires dans le domaine des lettres. De 1997 à 2004, il dirige la chaire des disciplines des humanités, ainsi que la chaire de la théorie et de l'histoire de la culture. Le professeur Loukov est également pro-recteur dans le domaine scientifique de l'Institut des humanités de la télévision et de la radiodiffusion Litovtchine. À partir de 2008, il est à la tête du centre d'études de la théorie et de l'histoire de la culture de l'Institut de recherches fondamentales et appliquées de l'université des humanités de Moscou.
Vladimir Loukov est l'auteur d'une monographie sur Edmond Rostand (2003), d'une monographie sur Oscar Wilde (2005, en collaboration avec N. Solomatina), ainsi que d'ouvrages de fond, comme Le préromantisme (2006), Le néoromantisme français (2009), et nombre de manuels universitaires. Il a publié avec son frère, le sociologue Valeri Loukov, des ouvrages portant sur la culture et la société russe.
Le champ d'études de Vladimir Loukov porte surtout sur la philologie, en particulier l'histoire de la littérature étrangère, ainsi que sur la théorie de la littérature, l'histoire de la littérature russe, ou la culture du discours. Il s'intéresse aussi à l'histoire de la culture mondiale, à la sociologie de la culture, à la philosophie et à l'esthétique, de même qu'à d'autres domaines faisant partie du champ des humanités. Il est l'auteur de plus de deux mille publications scientifiques, méthodico-scientifiques, dont plus d'une centaine de monographies ou de manuels destinés aux étudiants des universités.

## Quelques œuvres

### Monographies
- En collaboration avec Valeri Loukov: Thésaurus: organisation subjective de la connaissance des humanités , Moscou, 2008, 783 pages
- En collaboration avec Valeri Loukov: Thésaurus II: approche selon la méthode du thésaurus de la compréhension de l'homme et de son monde, Moscou, 2013, 640 pages
- L'Académicien D. S. Likhatchev et sa conception théorique de l'histoire de la littérature, Moscou, 2011, 116 pages
- Le Néoromantisme français, Moscou, 2009, 102 pages

### Publications
- En collaboration avec N. V. Zakharov, B. N. Gaïdine, Shakespeare et les nouvelles technologies d'information en Russie // Portail et revue De l'université des humanités de Moscou «Знание. Понимание. Умение». — 2011. — № 5 (septembre — octobre).
- En collaboration avec Valeri Loukov, La Spécificité de la science des humanités et la conception du thésaurus // idem. — 2013. — № 1 (janvier — février).
- D. S. Likhatchev et son histoire théorique de la littérature // idem. — 2006. — № 4. — pp. 124–134.
- Le Néoromantisme // idem. — 2012. — № 2. — pp. 309–312.
- Le Néoromantisme en France // idem. — 2012. — № 1 (janvier — février).
- Oscar Wilde: portrait d'un homme de conte // idem. — 2011. — № 6 (novembre — décembre).
- Pietro Metastasio: essai d'article encyclopédique à propos d'un grand librettiste d'opéra // idem. — 2011. — № 5 (septembre — octobre).
- Les réformes de l'enseignement // idem. — 2005. — № 3. — pp. 217–219.
- Le Monde épique de La Chanson de Roland // idem. — 2011. — № 6 (novembre — décembre).
- Erwin Piscator // idem. — 2013. — № 2 (mars — avril).

## Source
- (ru) Cet article est partiellement ou en totalité issu de l’article de Wikipédia en russe intitulé « Луков, Владимир Андреевич » (voir la liste des auteurs).